# Ermioni
Ermioni o Hermione (in greco antico: ‛Ερμιόνη o ‛Ερμιών?, Hermióne o Hermión) è un ex comune della Grecia nella periferia del Peloponneso di 4 554 abitanti secondo i dati del censimento 2001, già polis greca sita nell'Argolide.
È stato soppresso a seguito della riforma amministrativa detta piano Kallikratis in vigore dal gennaio 2011 ed è ora compreso nel comune di Ermionida.

## Storia
La città, citata già nell'Iliade, fu abitata inizialmente dai Micenei. Durante la guerra del Peloponneso fu alleata degli Spartani e rimase a lungo nell'orbita di quella città. Dopo la caduta dell'Impero romano d'Occidente la prosperità di cui la città aveva goduto precedentemente si affievolì ed Ermione venne abbandonata.